# Marie Aubert
Marie Grønborg Aubert , född 17 juli 1979 i Oslo, Norge är en norsk författare, och medierådgivare. Aubert har studerat vid Skrivekunst-akademiet i Hordaland, är utbildad journalist vid Høgskulen i Volda och har studerat litteraturvetenskap vid Universitetet i Bergen, hon arbetar som medierådgivare på Kagge förlag.

### Romaner
- 2016 Kan jeg bli med deg hjem, noveller (Får jag följa med dig hem, översättning: Cilla Naumann, Wahlström & Widstrand, 2020)
- 2018 Stille uke, facklitteratur.
- 2019 Voksne Menneske, roman, (Vuxna människor, översättning: Cilla Naumann, Wahlström & Widstrand, 2020)
- 2022 Jeg er egentlig ikke sånn, roman, (Jag är inte sådan här egentligen, översättning: Cilla Naumann, Wahlström & Widstrand, 2023)